# Eta de la Sageta
Eta de la Sageta (η Sagittae) és un estel a la constel·lació de la Sageta de magnitud aparent +5,10. Situada a 162 anys llum de distància del sistema solar, és probable que forme part el corrent d'estels de les Híades.
Eta Sagittae és una de les moltes gegants taronges visibles al cel nocturn; en aquesta mateixa constel·lació, Sham (α Sagittae) —l'estel més brillant—, és un estel d'aquesta classe. De tipus espectral K2III, Eta Sagittae té una temperatura efectiva de 4.741 K. El seu radi, tot i que és 7,5 vegades més gran que el radi solar, és petit per a una gegant; així, la seva grandària equival a 3/4 parts del de Pòl·lux (β Geminorum) —la gegant taronja més propera al Sol— i és 2,7 vegades menor que el de l'esmentada Sham.
Eta Sagittae té una metal·licitat —abundància relativa d'elements més pesats que l'heli— molt semblant a la solar ([Fe/H] = +0,05). Gira lentament sobre si mateixa, amb una velocitat de rotació projectada —límit inferior de la mateixa— de només 1 km/s. La seva massa és aproximadament un 50% major que la massa solar, però és un estel molt més evolucionat, amb una edat aproximada de 2.770 ± 940 milions d'anys.